# 格蘭德河 (西西里島)
格蘭德河是意大利的河流，位於西西里島，長約35公里，河畔城鎮有卡爾塔武圖羅、坎波費利切-迪羅切拉、切爾達、科萊薩諾、希拉托、斯克拉法尼巴尼、泰爾米尼伊梅雷塞和瓦萊多爾莫，最終注入提雷尼亞海。